# Sinesipho Dambile
Sinesipho Dambile (né le 2 mars 2002) est un athlète sud-africain, spécialiste du sprint.
Il porte, encore cadet, son record sur 200 m à 20 s 32 en 2019. Il remporte la médaille d’argent sur le relais 4 x 200 m lors des Relais mondiaux 2019.